# Giuseppe Gay di Quarti
Giuseppe Francesco Girolamo Gay, conte di Quarti (Torino, 1730 – Torino, 1787) è stato un nobile italiano, sindaco di Torino nel 1774.

## Biografia
Figlio del conte Giovanni, sposò Maria Anna Genoveffa Villata, contessa di Piana, con cui ebbe i figli Pietro, che sarà sindaco di Torino nel 1824, e Clara.
Fu sindaco di Torino di seconda classe nel 1774, con Cesare Radicati di Brozolo, e cavaliere dell'ordine mauriziano.